# Thalassa-Hellas-Serie
Die Schiffe der Thalassa-Hellas-Serie zählen zu den ULCS-Containerschiffen.

## Geschichte

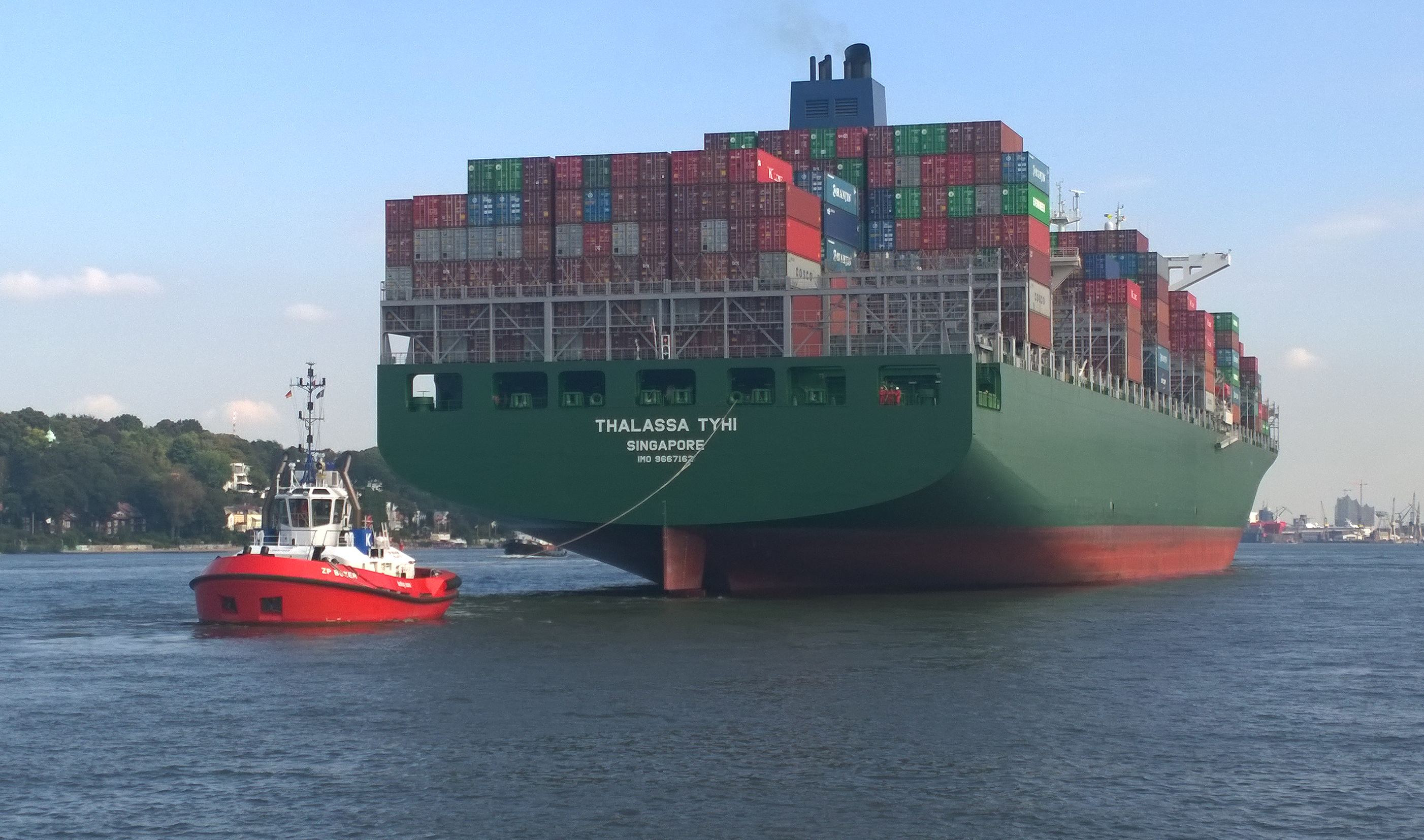
Heckansicht der Thalassa Tyhi mit Heckschlepper ZP Boxer

Die Baureihe wurde im Jahr 2012 von der griechischen Lemos-Enesel-Gruppe in Auftrag gegeben und von 2013 bis Ende 2014 von der südkoreanischen Werft Hyundai Heavy Industries gebaut. In Fahrt gebracht werden die Schiffe für die singapurische Tochtergesellschaft von Enesel und eingesetzt werden die Schiffe für zehn Jahre in Charter der taiwanischen Reederei Evergreen Marine Corporation. Das erste abgelieferte Schiff der zehn gebauten Einheiten war die im September 2013 in Fahrt gesetzte Thalassa Hellas, den Abschluss bildete die Thalassa Axia, welche am 24. November 2014 in Fahrt gesetzt wurde. Eingesetzt werden die Schiffe auf der Europa-Fernostroute.

## Technik

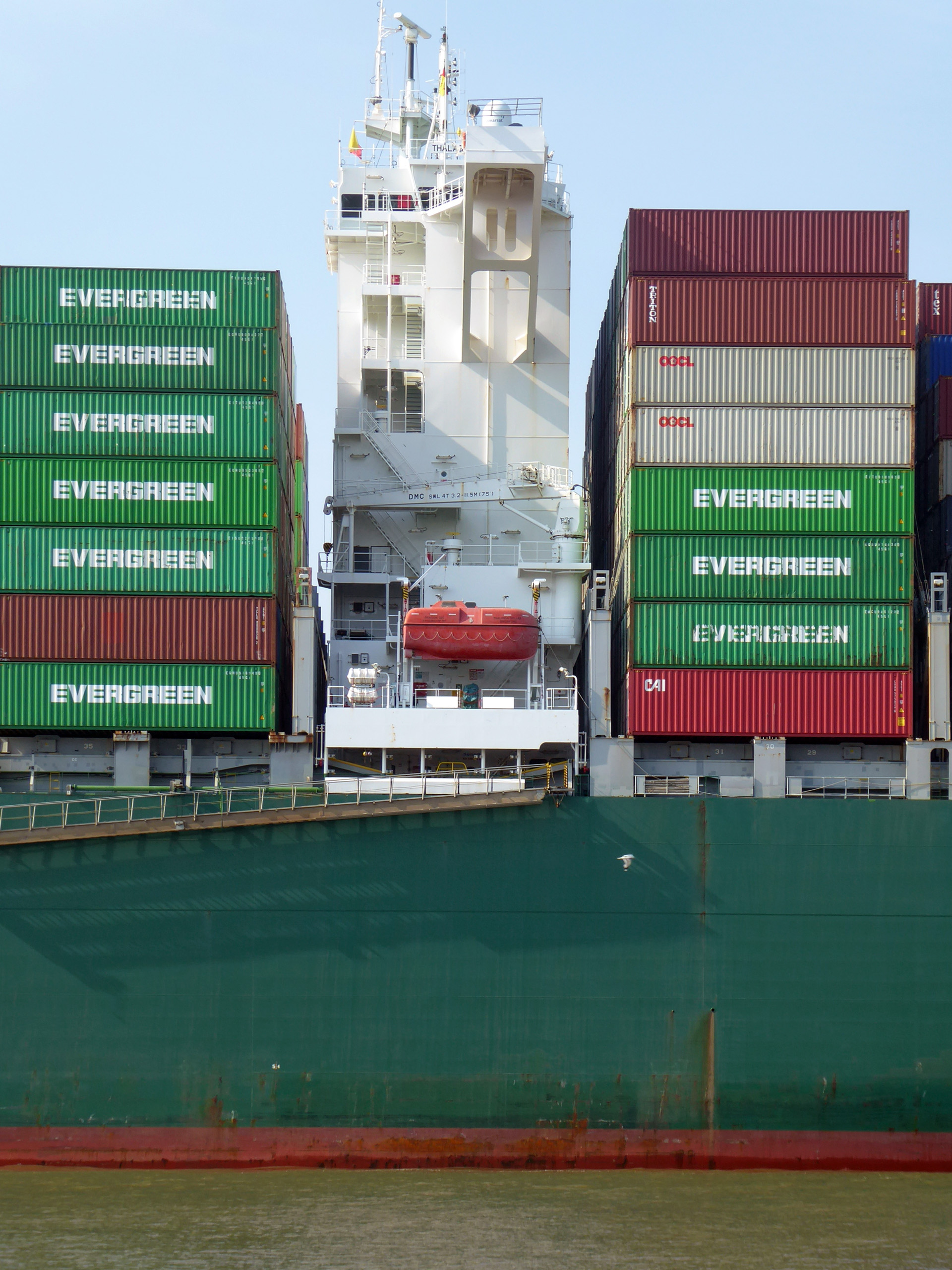
Deckshaus der Thalassa Hellas

Die Doppelhüllenschiffe zählen zur Gruppe der ULCS-Containerschiffe. Schiffbaulich auffallend sind eine Reihe von Details im Sinne des Umweltschutzes in der Seeschifffahrt. Das Deckshaus ist, anders als bei der Mehrzahl der herkömmlichen Containerschiffe, weit vorne angeordnet, was einen verbesserten Sichtstrahl und somit höhere vordere Decksbeladung ermöglicht. Unterhalb des Aufbaus sind unter anderem die Bunkertanks angeordnet, um neueste MARPOL-Vorschriften zu erfüllen. Die Antriebsanlage mit dem Zweitakt-Diesel-Hauptmotor ist weit achtern angeordnet. Zur Verbesserung der Manövriereigenschaften sind Querstrahlruder im Bug und Heck angeordnet. Die Laderäume der Schiffe werden mit Pontonlukendeckeln verschlossen. Die Schiffe haben eine maximale Containerkapazität von rund 13.800 TEU, bei einem durchschnittlichen Containergewicht von vierzehn Tonnen verringert sich die Kapazität. Weiterhin sind Anschlüsse für 800 Integral-Kühlcontainer vorhanden.

## Die Schiffe
| Thalassa-Hellas-Serie        | Thalassa-Hellas-Serie | Thalassa-Hellas-Serie | Thalassa-Hellas-Serie                             | Thalassa-Hellas-Serie | Thalassa-Hellas-Serie      |
| Bauname                      | Baunummer             | IMO-Nummer            | Kiellegung Stapellauf Ablieferung                 | Auftraggeber          | Spätere Namen und Verbleib |
| ---------------------------- | --------------------- | --------------------- | ------------------------------------------------- | --------------------- | -------------------------- |
| Thalassa Hellas              | 2614                  | 9665592               | 25. März 2013 21. Juni 2013 16. September 2013    | Enesel                | 2023: Norfolk Express      |
| Thalassa Patris              | 2615                  | 9665607               | 6. Mai 2013 6. September 2013 28. November 2013   | Enesel                | 2023: Savannah Express     |
| Thalassa Pistis              | 2616                  | 9665619               | 15. Juli 2013 25. Oktober 2013 15. Januar 2014    | Enesel                | 2022: Ever Top             |
| Thalassa Elpida              | 2617                  | 9665621               | 9. September 2013 24. Dezember 2013 20. März 2014 | Enesel                | 2023: Baltimore Express    |
| Thalassa Avra                | 2618                  | 9665633               | 11. November 2013 7. Februar 2014 30. April 2014  | Enesel                | 2023: Los Angeles Express  |
| Thalassa Niki                | 2619                  | 9665645               | 9. Dezember 2013 21. März 2014 18. Juni 2014      | Enesel                | 2023: Charleston Express   |
| Thalassa Mana                | 2623                  | 9667150               | 18. Dezember 2013 11. April 2014 17. Juli 2014    | Enesel                | 2023: Houston Express      |
| Thalassa Tyhi                | 2624                  | 9667162               | 18. Dezember 2013 9. Mai 2014 1. August 2014      | Enesel                | 2023: Atlanta Express      |
| Thalassa Doxa                | 2625                  | 9667174               | 18. Dezember 2013 23. Mai 2014 20. August 2014    | Enesel                | 2023: Oakland Express      |
| Thalassa Axia                | 2626                  | 9667186               | 14. April 2014 11. Juli 2014 24. November 2014    | Enesel                | 2023: Vancouver Express    |
| Daten: Equasis, grosstonnage |                       |                       |                                                   |                       |                            |